# Acker Bilk
Acker Bilk, właśc. Bernard Stanley Bilk (ur. 28 stycznia 1929 w Pensford, Somerset, zm. 2 listopada 2014 w Bath) – brytyjski klarnecista, kompozytor, wokalista i kierownik zespołu jazzowego.
Karierę zawodową rozpoczął w wieku 18 lat. W 1958 wyszła jego pierwsza płyta Mr Acker Bilk Requests, która zapoczątkowała jego karierę. Towarzyszył mu zespół Paramount Jazz Band. Wystąpił w kilku filmach. W 1956 gościł w Polsce jeszcze jako mało znany muzyk. W 1962 wydał wspólną płytę z Kenny Ballem i Chrisem Barberem.
Najpopularniejsze nagrania: "Stranger on the Shore", "Buona Sera", "That's My Home", "Summer Set".

## Wybrana dyskografia
- Seven Ages of Acker (1960)
- Stranger on the Shore (1961)
- A Taste of Honey (1963)
- Blue Acker (1968)
- Serenade (1975)
- Sheer Magic (1979)
- 100 Minutes of Bilk (1982)
- Nature Boy (1985)
- On Stage (1988)
- Imagine (1991)
- Reflections (1993)